# Château d'Alincourt
Le château d'Alincourt est un château médiéval  modifié au XVIe siècle situé à Parnes, département de l'Oise, en région Hauts-de-France, à quelques kilomètres de la vallée de l'Epte et de Magny-en-Vexin.

## Historique
Ce château du Moyen Âge est largement reconstruit par Pierre Le Gendre, trésorier de France de Louis XII et de François Ier, dans le style brique et pierre (damiers et lits alternés). Pierre Le Gendre est le fils de Jean Le Gendre, trésorier des guerres, seigneur de Villeroy (mort en 1512). Alors qu'il est encore jeune homme, il acquiert avec l'aide de son père en décembre 1488 le domaine d'Alincourt de Philippe de Courcelles, seigneur de Saint-Liébault, avec les seigneuries de Parnes et de Saint-Gervais en lisière ouest du Vexin français. Il faut dire que la troisième épouse de son père, Françoise de Dampont, appartient à une famille bien implantée dans la région. À partir de 1491, Pierre Le Gendre, qui est receveur des aides à Rouen, revient à Paris travailler auprès de son père, auquel il va succéder comme trésorier des guerres. En 1504, il devient l'un des quatre trésoriers de France. En 1505, il est général des aides et en 1508 prévôt des marchands.
Il passe son temps entre son hôtel particulier, Hôtel de Villeroy (Paris, 1er arrondissement) de la rue des Bourdonnais à Paris  et le Vexin. Il fait dans son domaine des travaux importants. Il ajoute au manoir médiéval de nouveaux bâtiments, et surtout il est pris d'une véritable frénésie d'achats de fiefs et de manoirs aux alentours.

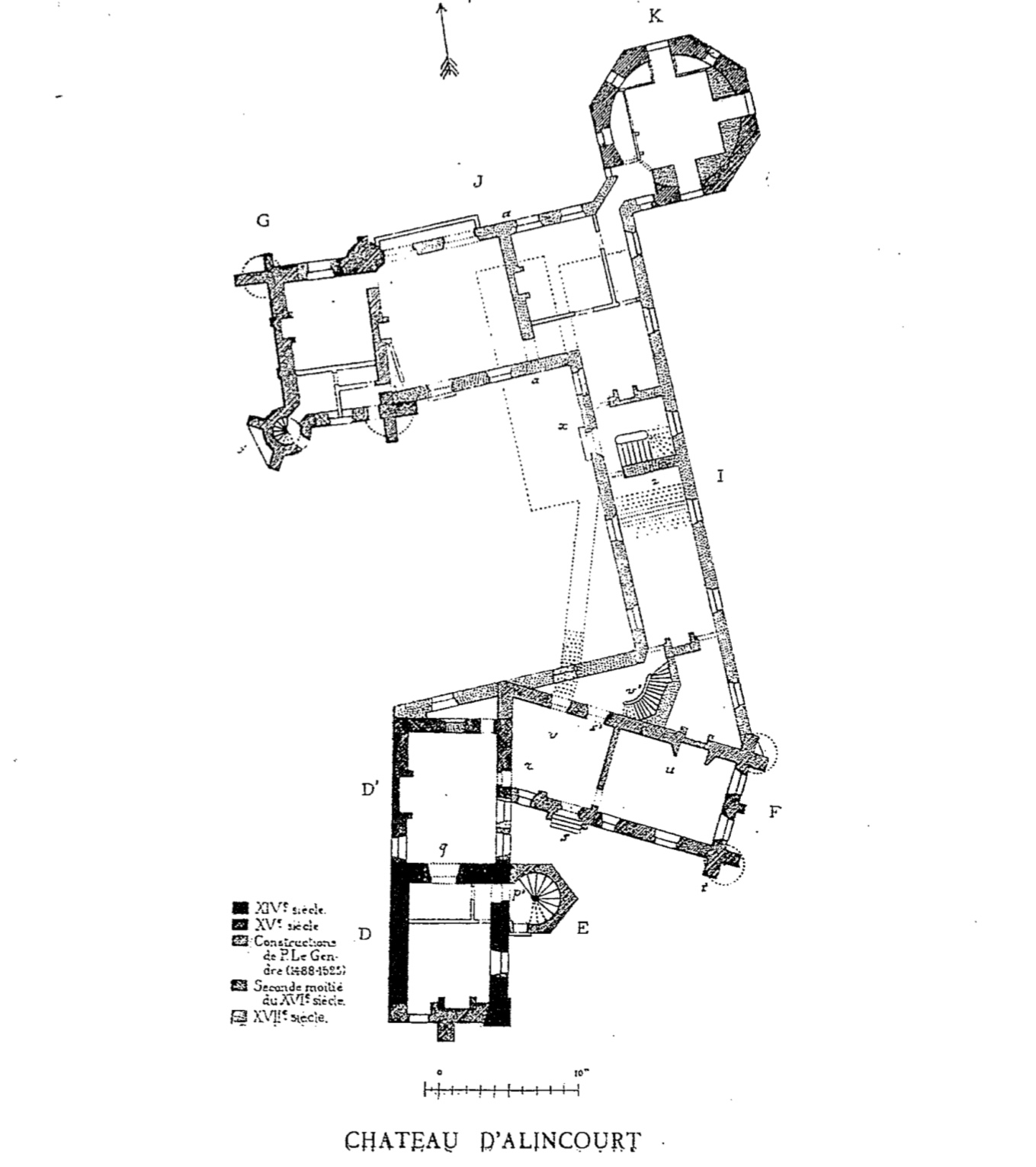
Plan du château au fil des siècles.

Pierre Le Gendre, seigneur d'Alincourt et de Magny-en-Vexin, est mort en 1525. Son inventaire après décès est dressé le 18 février 1525. N'ayant pas eu d'enfant de ses trois épouses (Perrette Daniel, Jeanne Poncher et Charlotte Briçonnet), il a testé en faveur de son neveu, Nicolas II de Neufville. Son corps a été enterré au cimetière des Innocents, à Paris, et son cœur dans l'église de Magny-en-Vexin.
La famille de Neufville-Villeroy rajoute une nouvelle aile au château au XVIIe siècle. L'église de Magny-en-Vexin conserve des vestiges des tombeaux de plusieurs d'entre eux, trois orants classés monuments historiques.
Après ces réalisations le domaine devient la propriété de Jean Antoine Ollivier (ou Olivier), Comte de Senozan de 1733 à 1764. Les successions sont effectuées par descendance et héritage, aux familles de Vallière, Bobierre, Rémond, Détourbet, Bérenger, dont ses filles créèrent l'ordre religieux des « Bérengères » ayant pour mission d'aider les femmes en difficulté en leur offrant un espace de « colonies des vacances », et Giran jusqu'en 1976.
Le château ainsi que le bâtiment des communs, les fortifications, le colombier et le parc sont classés au titre des monuments historiques par arrêté du 1er février 1944,.
En 1954, la réparation de la couverture du corps d'entrée du versant Nord est effectuée pour un coût de 4 200 000 FRF (107 142 EUR2023).
Alincourt est acheté par la vicomtesse Katherine d'Herbais de Thun (née Chéreil de la Rivière) de son mari Pierre-Guillaume en 1976. Sous l'impulsion de la vicomtesse Katherine d'Herbais, remariée au comte Hubert le Grelle, le château est l'objet d'importants travaux de restauration, en partie financés par l'ouverture au public et de nombreux tournages de films. Il conserve encore à l'époque son précieux inventaire après décès, oublié sur place par les révolutionnaires au moment de la destruction du chartrier, étudié au XIXe siècle par l'historien local Camille Sarazin, puis par Dominique Hervier et Philippe Champy.
À la suite d'une vente judiciaire provoquée par l'ancien mari de la comtesse Katherine le Grelle, le château est acquis en janvier 2009 par Alain Duménil. Le contrat de location du parc aménagé en camping octroyé par l'ancien propriétaire est annulé. Les 80 emplacements occupés par des familles doivent quitter les lieux.
Depuis le château est fermé au public.

## Architecture
Le château d'Alaincourt est formé d'un ensemble de constructions disparates composé de moellons, pierres de taille, briques et pierres.
En 1488, la construction d'un manoir sur le domaine est présente lors de l'achat de Pierre Le Gendre. Ce dernier agrandit considérablement le manoir primitif. L'aile gauche du bâtiment construite en moellons crépis avec les angles en pierre de taille est datée de la seconde moitié du XVe siècle. L'aile composée de briques et de pierres date du tout début du XVIe siècle.
Les travaux sont poursuivis par la famille de Neufville-Villeroy aux XVIe et XVIIe siècles. Vers 1565, Nicolas de Neufville de Villeroy (1542-1617) fait élever le mur d'enceinte fortifié qui clos les cents hectares de parc dont il ne reste que trois côtés. Il fait édifier une chapelle dédiée à Saint Eutrope (1576), dont le personnage occupe la fonction de secrétaire d'état au surnom de « Seigneur d'Alincourt » sous le règne de Charles IX, Henry III, Henry IV et Louis XIII.
Les membres de la famille poursuivent l'agrandissement et la transformation de l'ensemble des bâtiments et du domaine, notamment la poterne et le colombier de pied. Un intérêt est porté sur les tourelles d'angle en encorbellement, l'appareillage des murs offrant une petite variation par rapport au corps de bâtiment et la tour d'escalier octogonal. Cette dernière est surmontée de créneaux percés d'archères, avec mâchicoulis sur consoles permettant de mettre en valeur l'entrée principale du bâtiment. La présence des donjons réalisés à cette époque du Moyen Âge et de la Renaissance est figurative et sont construits pour attester une valeur de prestige. Escortée par un colombier, la chapelle est un édifice très simple et homogène composé d'une nef unique et d'une abside à cinq pans. Son seul ornement est le portail, percé au nord et composé de deux colonnes cannelées qui supportent un entablement couronné d'un fronton triangulaire. Un blochet de la belle charpente en carène porte la date de 1576, qui se retrouve également sur la petite tribune. Accessible par un escalier à vis en pierre, elle débouche sur une petite galerie contemporaine qui communique avec d'anciens appartements. Une grille en bois sépare le chœur de la nef.

## Au cinéma
- 1961 : le film de cape et d'épée Les Trois Mousquetaires, du réalisateur Bernard Borderie, est partiellement filmé sur le domaine[13] ;
- 1984 : la comédie Le Fou du roi, du réalisateur Yvan Chiffre, est tournée dans les lieux[14] ;
- 1997 : le film musical expérimental Bel Air ~de l'image~, du groupe japonais Malice Mizer, est tourné dans le château et ses alentours[15],[16] ;
- 2001 : l'intrigue L'Affaire du collier (The Affair of the Necklace) sur la trame de l'affaire du collier de la reine, est filmée dans la propriété par le réalisateur Charles Shyer[17] ;
- 2002 : la comédie Blanche, du réalisateur Bernie Bonvoisin, dont le château fait partie des lieux de tournages[18].